# Kelli Stack
Pour les articles homonymes, voir Stack.
Kelli Stack (née le 13 janvier 1988 à Brooklyn Heights dans l'État de l'Ohio) est une joueuse américaine de hockey sur glace évoluant dans la ligue élite féminine en tant qu'attaquante. Elle a remporté deux médailles d'argent aux Jeux olympiques de Vancouver 2010 et aux Jeux olympiques de Sotchi en 2014. Elle a également représenté les États-Unis dans 6 championnats du monde, remportant 5 médailles d'or et 1 médaille d'argent.
Stack remporte la Coupe Clarkson avec les Blades de Boston pour la saison 2012-2013.

## Statistiques

### En club
| Saison      | Équipe                   | Ligue       |     | Saison régulière | Saison régulière | Saison régulière | Saison régulière | Saison régulière |   | Séries éliminatoires | Séries éliminatoires | Séries éliminatoires | Séries éliminatoires | Séries éliminatoires |
| Saison      | Équipe                   | Ligue       | PJ  | B                | A                | Pts              | Pun              | PJ               | B | A                    | Pts                  | Pun                  |                      |                      |
| 2006-2007   | Eagles de Boston College | NCAA        | 37  | 17               | 37               | 54               | 20               |                  |   |                      |                      |                      |                      |                      |
| 2007-2008   | Eagles de Boston College | NCAA        | 34  | 22               | 16               | 38               | 30               |                  |   |                      |                      |                      |                      |                      |
| 2008-2009   | Eagles de Boston College | NCAA        | 35  | 23               | 36               | 59               | 20               |                  |   |                      |                      |                      |                      |                      |
| 2010-2011   | Eagles de Boston College | NCAA        | 36  | 36               | 22               | 58               | 40               |                  |   |                      |                      |                      |                      |                      |
| 2011-2012   | Blades de Boston         | LCHF        | 27  | 25               | 17               | 42               | 30               | 3                | 2 | 3                    | 5                    | 2                    |                      |                      |
| 2012-2013   | Blades de Boston         | LCHF        | 8   | 4                | 3                | 7                | 12               |                  |   |                      |                      |                      |                      |                      |
| 2013-2014   | Blades de Boston         | LCHF        | 2   | 1                | 1                | 2                | 4                | 4                | 1 | 5                    | 6                    | 0                    |                      |                      |
| 2014-2015   | Blades de Boston         | LCHF        | 2   | 1                | 1                | 2                | 0                |                  |   |                      |                      |                      |                      |                      |
| 2015-2016   | Whale du Connecticut     | LNHF        | 17  | 8                | 14               | 22               | 24               | 3                | 2 | 0                    | 2                    | 2                    |                      |                      |
| 2016-2017   | Whale du Connecticut     | LNHF        | 16  | 12               | 7                | 19               | 10               | 1                | 1 | 1                    | 2                    | 2                    |                      |                      |
| 2017-2018   | HC Red Star Kunlun       | LCHF        | 28  | 26               | 23               | 49               | 40               | 4                | 1 | 2                    | 3                    | 16                   |                      |                      |
| Totaux NCAA | Totaux NCAA              | Totaux NCAA | 142 | 98               | 111              | 209              | 110              |                  |   |                      |                      |                      |                      |                      |
| Totaux LCHF | Totaux LCHF              | Totaux LCHF | 67  | 57               | 45               | 102              | 86               | 11               | 4 | 10                   | 14                   | 18                   |                      |                      |

### En équipe nationale
| Année | Équipe     | Compétition          |   | PJ | B | A  | Pts | Pun               |  | Résultat |
| 2008  | États-Unis | Championnat du monde | 5 | 1  | 0 | 1  | 2   | Médaille d'or     |  |          |
| 2009  | États-Unis | Championnat du monde | 5 | 2  | 3 | 5  | 4   | Médaille d'or     |  |          |
| 2010  | États-Unis | Jeux olympiques      | 5 | 3  | 5 | 8  | 2   | Médaille d'argent |  |          |
| 2011  | États-Unis | Championnat du monde | 5 | 2  | 2 | 4  | 4   | Médaille d'or     |  |          |
| 2012  | États-Unis | Championnat du monde | 5 | 5  | 8 | 13 | 2   | Médaille d'argent |  |          |
| 2014  | États-Unis | Jeux olympiques      | 5 | 1  | 4 | 5  | 2   | Médaille d'argent |  |          |
| 2016  | États-Unis | Championnat du monde | 4 | 2  | 0 | 2  | 0   | Médaille d'or     |  |          |
| 2017  | États-Unis | Championnat du monde | 5 | 1  | 4 | 5  | 0   | Médaille d'or     |  |          |